# Hylaea compararia
Hylaea compararia är en fjärilsart som beskrevs av Otto Staudinger 1894. Hylaea compararia ingår i släktet Hylaea och familjen mätare. Inga underarter finns listade i Catalogue of Life.